# 김공망
김공망(金公望, 1482년 ~ 1528년 7월 14일)은 조선 중기의 문신이다. 자는 위수(渭叟), 본관은 안동(安東)이다. 김영후(金永煦)의 8대손이다.

## 생애
어려서부터 총명하고 민첩했으며, 일찍 아버지 상을 당한 후 주계군(朱溪君) 이심원(李深源)의 문하에서 수학했다.
1506년(연산군 12) 문과에 급제한 후, 승문원정자(承文院正字), 주서(注書), 전적(典籍), 교검(校檢), 공조좌랑(工曹佐郞), 형조좌랑(刑曹佐郞), 호조좌랑(戶曹佐郞), 예조좌랑(禮曹佐郞), 병조좌랑(兵曹佐郞)을 차례로 거쳤다.
1511년(중종 6) 정언(正言)으로 임명되었다가, 이후 강원도사(江原都事), 공조정랑(工曹正郞), 형조정랑(刑曹正郞), 예조정랑(禮曹正郞)을 거쳤다.
1515년(중종 10) 채세걸(蔡世傑)과 함께 지평(持平)으로 임명되자, 강릉(江陵)의 품관(品官)들이 방자하게 행동하는 것을 금하도록 아뢰었다.
1518년(중종 13) 장령(掌令)으로 임명되었으나, 다른 사헌부(司憲府) 관원들의 탄핵으로 체직되었다.
이후, 제용감정(濟用監正)을 거쳤다가 1521년(중종 16) 내자시정(內資寺正)으로 옮겼으나, 사헌부의 청으로 잉임(仍任)되었다.
같은 해 자신의 청원으로 나주목사(羅州牧使)로 나갔으나, 어머니 상을 당했으므로, 관직을 그만두고 집상(執喪)했다.
1523년(중종 18) 삼년상을 마치고 군자감첨정(軍資監僉正), 장악원첨정(掌樂院僉正)을 거쳤으며, 이후 사도시정(司導寺正)으로서 해주목사(海州牧使)로 나갔는데, 이 때 세금을 줄이고 형벌을 공평하게 하는 등의 선정을 베풀었다.
5년째 되던 해 병으로 사직하고 돌아왔으며, 1528년(중종 23) 47세로 졸했다.

## 가족 관계
※본인의 묘갈명에 근거했다.
- 증조 - 김환(金丸) : 승문원판교(承文院判校), 김영후(金永煦, 1292년 ~ 1361년)의 5대손
  - 조부 - 김종손(金宗孫) : 감찰(監察), 증(贈) 호조참의(戶曹參議)
    - 아버지 - 김성(金城) : 충무위중부장(忠武衛中部將), 증 병조참판(兵曹參判)·동지의금부사(同知義禁府事)
    - 어머니 - 별좌(別坐) 임치(任治)의 딸
      - 형 - 김공량(金公亮, 1472년 ~ 1544년) : 증 이조판서(吏曹判書)·안원군(安原君), 김주(金澍, 1512년 ~ 1563년)의 아버지
      - 형 - 김공석(金公奭, 1477년 ~ 1553년) : 청홍도수군절도사(淸洪道水軍節度使)
      - 부인 - 제용감주부(濟用監主簿) 이복형(李復亨)의 딸 경주 이씨
        - 장남 - 김순(金淳) : 아버지보다 먼저 사망
        - 차남 - 김이(金洢, 1515년 ~ 1580년) : 당진현감(唐津縣監)
        - 3남 - 김운(金沄)
        - 4남 - 김준(金浚)
        - 사위 - 조섬(趙銛)